# Киша, пара и брзина
Киша, пара и брзина или Велика западна железница је познато уље на платну романтичарског сликара из 1844. Вилијама Тарнера.
Киша, пара и брзина - Велика западна железница је поглед на Лондон преко новозавршеног железничког моста  преко реке Темзе. Тарнер је насликао скицу за ову слику тако што је девет минута држао главу кроз прозор воза и то током пљуска. Слика је засигурно најимпресивнији приказ брзине и атмосферских неприлика. 
Слика је први пут изложена на Краљевској академији 1844. године, иако је можда сликана и раније. Сада је у збирци Националне галерије, Лондон.  Неколико година након сликареве смрти, 1856. године, ова слика је уписана као део његове заоставштине, која се данас углавном налази у Тате галерији у Лондону. 